# Oponono-See
Der Oponono-See (englisch Lake Oponono) ist ein See im Norden Namibias in der Region Oshana. Er gehört zusammen mit der Etosha-Pfanne und dem Cuvelai-Feuchtgebiet zu dem international anerkannten Ramsar-Feuchtgebiet.

## Beschreibung
Beim Oponono handelt es eher um eine „Pfanne“ (trockene Bodensenke) als um einen See, da er nur zeitweilig Wasser führt, sofern dieser durch das Oshana-System gespeist wird. Diesen Zufluss erhält der See aus dem etwa 7.000 Quadratkilometer großen System im Durchschnitt etwa zwei Mal in einem Zeitraum von drei Jahren. Zur Flutzeit finden sich im See bis zu 19 verschiedene Fischarten.